# Hemithraupis
Hemithraupis – rodzaj ptaków z rodziny tanagrowatych (Thraupidae).

## Występowanie
Rodzaj obejmuje gatunki występujące w Ameryce Centralnej (Panama) i Ameryce Południowej.

## Morfologia
Długość ciała 13 cm, masa ciała 9,5–15 g.

## Systematyka

### Etymologia
Greckie ἡμι- hēmi- – „połowa, mały” < ἡμισυς hēmisus – „pół”; θραυπις thraupis – nieznany mały ptak, być może jakaś zięba. W ornitologii thraupis oznacza ptaka z rodziny tanagrowatych.

### Gatunek typowy
Hylophilus ruficeps Wied = Nemosia ruficapilla Vieillot

### Podział systematyczny
Do rodzaju należą następujące gatunki:
- Hemithraupis guira (Linnaeus, 1766) – cudotanagerek czarnolicy
- Hemithraupis ruficapilla (Vieillot, 1818) – cudotanagerek rudogłowy
- Hemithraupis flavicollis (Vieillot, 1818) – cudotanagerek żółtogardły